# Camenta fulviventris
Camenta fulviventris är en skalbaggsart som beskrevs av Max Quedenfeldt 1884. Camenta fulviventris ingår i släktet Camenta och familjen Melolonthidae. Inga underarter finns listade.